# Otogi: Myth of Demons
Otogi: Myth of Demons — відеогра в жанрі екшен hack and slash розроблена японською студією FromSoftware та видана компанією Sega для платформи Xbox. Гра відома в Японії під назвою Otogi (яп. 御伽).
У гри є продовження під назвою Otogi 2: Immortal Warriors випущене в 2003 році.

## Сюжет
Головний герой гри Райко Мінамото (англ. Raikoh Minamoto) (заснований на Мінамото но Йоріміцу) походить із клану катів під командою імператора. Райко отримав наказ вбити власного батька. Він не міг змусити себе зробити це, тому він викрав Святиню Душ (англ. Soul Shrine), меч свого клану, і втік із столиці Кіото. Після його від'їзду печатка, котра відділяла світ людей від світу демонів була розбита. Кіото наповнився демонами. Райко був ледь не вбитий потопом темряви, але принцеса, вигнана в потойбіччя, врятувала його і тримала в стані між життям і смертю. Принцеса подарувала йому нове тіло в обмін на його послуги. Вона дозволила б йому покаятися за свої гріхи як вбивці, врятувавши світ від прийдешніх демонів. Райко починає свою місію для відновлення печатки і зупинки відповідального за цей колапс.

## Ігровий процес
Otogi може похвалитись низкою помітних особливостей, включаючи середовище що можна руйнувати (за що гра нагороджує гравця) та надзвичайно велика кількість рівнів як для 3D-гри екшен відеогри (29 рівнів).

## Оцінки та відгуки
Гра отримала схвальні відгуки, згідно з згідно з агрегатором рецензій вебсайтом Metacritic.
Японський ігровий журнал Famitsu оцінив гру на 31 пункт із 40.
GameSpot номінував гру в 2003 на отримання нагороди “Best Game No One Played”, котру в кінцевому результаті віддали грі Amplitude.